# Droga I/63 (Czechy)
Droga krajowa nr 63 (cz. Silnice I/63) – droga krajowa I kategorii w Czechach, łącząca miasto Cieplice z autostradą D8. Została oddana do użytku w 1988 roku jako fragment osi transportowej Cieplice – Uście nad Łabą. W latach 1997–2015 istniała jako droga ekspresowa R63 (czes. rychlostní silnice R63). W dniu 1 stycznia 2016, wraz z likwidacją kategorii dróg ekspresowych, została przemianowana na drogę dla pojazdów samochodowych.